# 오영국
오영국(吳永國, 1957년 8월 21일 제주도 남제주군(현재의 제주특별자치도 서귀포시) ~ )은 대한민국의 기업인이다.
하하그룹이라는 글로벌 의료기기 제조기업의 최고경영자이다.
효돈초등학교 출신이며 의료기 제조 회사인 하하그룹 회장을 역임하고 있다. 그 밖에 맥재단(General MacArthur) 세계 평화기구 부회장, 정직운동연합회 총재, 친반통일당 상임위원, 친반통일당 전임위원, 경제애국당 중앙대표위원을 역임하였다. 2017년에 대한민국 제19대 대통령 선거에서 경제애국당 후보로 출마하여 기호 7번을 부여받았다. 하지만 0.01%라는 최악의 득표율을 받았다.

## 역대 선거 결과
| 실시년도 | 선거  | 대수 | 직책   | 선거구   | 정당       | 득표수  | 득표율         | 순위 | 당락 | 비고 |
| -------- | ----- | ---- | ------ | -------- | ---------- | ------- | -------------- | ---- | ---- | ---- |
| 2017년   | 대선  | 19대 | 대통령 | 대한민국 | 경제애국당 | 6,040표 | \| \| 0.01% \| | 13위 | 낙선 |      |
|          | 0.01% |      |        |          |            |         |                |      |      |      |